# Русские в Мозамбике
Русские в Мозамбике — одна из этнических общин Мозамбика. По сведениям посольства России, в настоящее время численность диаспоры составляет около 250 человек. Русские, проживающие на территории Мозамбика, являются либо гражданами Мозамбика (переехавшие в Мозамбик и получившие гражданство, а также их потомки), либо гражданами России, проживающими в Мозамбике временно.

## История
Миграция русских на территорию Мозамбика в колониальный период не носила массового характера и началась лишь после обретения этой страной независимости 25 июня 1975 года. После того как страну покинули более 200 тыс. португальцев, Мозамбику понадобились квалифицированные кадры. Помощь в решении этой проблемы оказал СССР. К концу 1980 года в Мозамбике проживало более 1500 граждан СССР, в том числе учителя, врачи, геологи, газовики и пилоты. После распада СССР в 1991 году в Мозамбике осталось работать чуть более 40 преподавателей и врачей. Мозамбикские студенты во время обучения в России вступали в браки с русскими женщинами и некоторые из них забирали своих жён на родину.
К началу 2000-х годов русская диаспора в Мозамбике окончательно сформировалась и приспособилась к местным условиям. В основном диаспора состоит из врачей, учителей и женщин, вышедших замуж за мозамбикцев, также можно встретить российских предпринимателей. По данным посольства России в Мозамбике в данный момент на территории страны постоянно проживает 250 россиян.